# Portland (Connecticut)
Portland és una població dels Estats Units a l'estat de Connecticut. Segons el cens del 2005 tenia 9.543 habitants.

## Demografia
Segons el cens del 2000, Portland tenia 8.732 habitants, 3.388 habitatges, i 2.419 famílies. La densitat de població era de 144,1 habitants/km².
Dels 3.388 habitatges en un 33,6% hi vivien nens de menys de 18 anys, en un 58,5% hi vivien parelles casades, en un 9,4% dones solteres, i en un 28,6% no eren unitats familiars. En el 24,1% dels habitatges hi vivien persones soles el 10,4% de les quals corresponia a persones de 65 anys o més que vivien soles. El nombre mitjà de persones vivint en cada habitatge era de 2,52 i el nombre mitjà de persones que vivien en cada família era de 3,01.
Per edats la població es repartia de la següent manera: un 25,5% tenia menys de 18 anys, un 4,5% entre 18 i 24, un 30,7% entre 25 i 44, un 24,7% de 45 a 60 i un 14,6% 65 anys o més.
L'edat mediana era de 39 anys. Per cada 100 dones de 18 o més anys hi havia 91,4 homes.
La renda mediana per habitatge era de 63.285 $ i la renda mediana per família de 73.036 $. Els homes tenien una renda mediana de 48.849 $ mentre que les dones 35.104 $. La renda per capita de la població era de 28.229 $. Aproximadament el 3% de les famílies i el 5,1% de la població estaven per davall del llindar de pobresa.

## Poblacions més properes
El següent diagrama mostra les poblacions més properes.